# Oktjabrskoje (Chanten und Mansen)
Oktjabrskoje (russisch Октя́брьское) ist eine Siedlung städtischen Typs im Autonomen Kreis der Chanten und Mansen/Jugra in Russland mit 3640 Einwohnern (Stand 14. Oktober 2010).

## Geographie
Der Ort liegt etwa 225 km Luftlinie nordwestlich des Kreisverwaltungszentrums Chanty-Mansijsk im Westsibirischen Tiefland am rechten Ufer des dort 1,5 km breiten Ob.
Oktjabrskoje ist Verwaltungszentrum des Rajons Oktjabrski sowie Sitz der Stadtgemeinde Oktjabrskoje gorodskoje posselenije, zu der außerdem das Dorf Bolschoi Kamen und die Siedlung Kormuschichanka gehören (beide gut 10 km östlich/flussaufwärts).

## Geschichte
Der Ort wurde 1590 als russischer Ostrog Kodsk gegründet. Die Bezeichnung ging auf den chantischen Namen Koda für die Gegend zurück, der in russischen Chroniken erstmals 1484 auftauchte. Im 17. Jahrhundert bürgerte sich der Ortsname Kondinskoje ein (nicht zu verwechseln mit der gleichnamigen heutigen Siedlung Kondinskoje); später wurde der Ort Sitz einer Wolost des Ujesds Berjosow des Gouvernements Tobolsk.
Am 4. Juli 1937 wurde das Dorf Verwaltungssitz des neugeschaffenen Mikojanowski rajon (benannt nach Anastas Mikojan). Am 13. Dezember 1957 wurde der Rajon in Oktjabrski umbenannt, und das Dorf dementsprechend in Oktjabrskoje, von russisch oktjabr für „Oktober“, hier in Bezug auf die Oktoberrevolution. Seit 23. Juli 1959 besitzt Oktjabrskoje den Status einer Siedlung städtischen Typs.

## Bevölkerungsentwicklung
| Jahr | Einwohner |
| ---- | --------- |
| 1939 | 2465      |
| 1959 | 3834      |
| 1970 | 3842      |
| 1979 | 3650      |
| 1989 | 3781      |
| 2002 | 3857      |
| 2010 | 3640      |

Anmerkung: Volkszählungsdaten

## Verkehr
Die nächstgelegene Bahnstation ist 25 km nordwestlich Priobje, wohin seit 1967 eine Strecke von Serow über Iwdel führt. Priobje ist von Oktjabrskoje über den Ob per Autofähre, im Winter über das Eis erreichbar. Über Priobje, Endpunkt der Regionalstraße 71-100N-2104 von Njagan, ist Oktjabrskoje auch an das russische Straßennetz angeschlossen.
Am rechten Obufer führt eine Straße von Oktjabrskoje zur 10 km flussabwärts gelegenen Siedlung Andra, von dort die Regionalstraße 71-100N-1101 vorbei an Belojarski nach Werchnekasymski und weiter in den benachbarten Autonomen Kreis der Jamal-Nenzen nach Nadym.